# 盛岡市道開運橋向中野線
盛岡市道開運橋向中野線（もりおかしどうかいうんばしむかいなかのせん）は、岩手県盛岡市の市道である。

## 概要
ゆいとぴあ盛南地区と盛岡駅前地区を短絡するルート「都市計画道路開運橋飯岡線」として1999年5月12日、まず雫石川に架かる盛南大橋が先行開通。その後盛南開発や盛岡駅前再開発の進展に伴い徐々に延伸され、2003年までに全通した。
計画では片側3車線だが、現在は分離帯付き片側2車線で運用されている。また東北新幹線と交差する部分は1982年の新幹線開業当初から当線の建設を想定して新幹線高架の高さに余裕を持たせてある。また盛岡西バイパスとの交点南北部分は将来立体交差化される予定となっていたが、2008年、財政難から高架式は取りやめ、代わりに平面6車線道路となる見通しとなった。
岩手県道16号盛岡環状線とは立体交差するが直接接続していない。

### 路線データ
- 起点：盛岡市盛岡駅前通（開運橋西十字路・岩手県道2号盛岡停車場線交点）
- 終点：盛岡市向中野（本宮交差点・国道46号盛岡西バイパス・盛岡市道向中野東仙北線交点）